# Élections législatives de 2022 dans l'Isère
Les élections législatives françaises de 2022 en Isère se déroulent les 12 et 19 juin 2022. Dans le département, dix députés sont à élire dans le cadre de dix circonscriptions.

## Contexte

### Résultats de l'élection présidentielle de 2022 par circonscription
| Circonscription | 1er tour | 1er tour | 1er tour  |         | 2d tour | 2d tour |
| Circonscription | Macron   | Le Pen   | Mélenchon | Macron  | Le Pen  |         |
| --------------- | -------- | -------- | --------- | ------- | ------- | ------- |
| Circonscription |          |          |           |         |         |         |
| 1re             | 33,46 %  | 10,20 %  | 27,34 %   | 79,05 % | 20,95 % |         |
| 2e              | 25,81 %  | 20,15 %  | 28,53 %   | 64,31 % | 35,69 % |         |
| 3e              | 24,65 %  | 15,06 %  | 35,73 %   | 71,57 % | 28,43 % |         |
| 4e              | 27,44 %  | 21,34 %  | 23,12 %   | 61,94 % | 38,06 % |         |
| 5e              | 27,81 %  | 20,14 %  | 23,23 %   | 63,56 % | 36,44 % |         |
| 6e              | 25,12 %  | 30,86 %  | 17,23 %   | 49,11 % | 50,89 % |         |
| 7e              | 24,90 %  | 30,38 %  | 17,30 %   | 48,98 % | 51,02 % |         |
| 8e              | 26,81 %  | 27,18 %  | 18,68 %   | 54,12 % | 45,88 % |         |
| 9e              | 27,64 %  | 22,94 %  | 21,65 %   | 59,92 % | 40,08 % |         |
| 10e             | 24,02 %  | 28,72 %  | 21,19 %   | 51,76 % | 48,24 % |         |

## Système électoral
Les élections législatives ont lieu au scrutin uninominal majoritaire à deux tours dans des circonscriptions uninominales.
Est élu au premier tour le candidat qui réunit la majorité absolue des suffrages exprimés et un nombre de voix au moins égal au quart (25 %) des électeurs inscrits dans la circonscription. Si aucun des candidats ne satisfait ces conditions, un second tour est organisé entre les candidats ayant réuni un nombre de voix au moins égal à un huitième des inscrits (12,5 %) ; les deux candidats arrivés en tête du premier tour se maintiennent néanmoins par défaut si un seul ou aucun d'entre eux n'a atteint ce seuil. Au second tour, le candidat arrivé en tête est déclaré élu.
Le seuil de qualification basé sur un pourcentage du total des inscrits et non des suffrages exprimés rend plus difficile l'accès au second tour lorsque l'abstention est élevée. Le système permet en revanche l'accès au second tour de plus de deux candidats si plusieurs d'entre eux franchissent le seuil de 12,5 % des inscrits. Les candidats en lice au second tour peuvent ainsi être trois, un cas de figure appelé « triangulaire ». Les second tours où s'affrontent quatre candidats, appelés « quadrangulaire » sont également possibles, mais beaucoup plus rares.

### Partis et nuances
Les résultats des élections sont publiés en France par le ministère de l'Intérieur, qui classe les partis en leur attribuant des nuances politiques. Ces dernières sont décidées par les préfets, qui les attribuent indifféremment de l'étiquette politique déclarée par les candidats, qui peut être celle d'un parti ou une candidature sans étiquette.
En 2022, seules les coalitions Ensemble (ENS) et Nouvelle Union populaire écologique et sociale (NUP), ainsi que le Parti radical de gauche (RDG), l'Union des démocrates et indépendants (UDI), Les Républicains (LR), le Rassemblement national (RN) et Reconquête (REC) se voient attribuer  une nuance propre,,.
Tous les autres partis se voient attribuer l'une ou l'autre des nuances suivantes : DXG (divers extrême gauche), DVG (divers gauche), ECO (écologiste), REG (régionaliste), DVC (divers centre), DVD (divers droite), DSV (droite souverainiste) et DXD (divers extrême droite). Des partis comme Debout la France ou Lutte ouvrière ne disposent ainsi pas de nuance propre, et leurs résultats nationaux ne sont pas publiés séparément par le ministère, car mélangés avec d'autres partis (respectivement dans les nuances DSV et DXG),.

## Résultats

### Élus
| Circonscription                                 | Député sortant                                       | Parti | Parti      | Député élu ou réélu          | Parti | Parti      |
| ----------------------------------------------- | ---------------------------------------------------- | ----- | ---------- | ---------------------------- | ----- | ---------- |
| 1re                                             | Camille Galliard-Minier* suppléante de Olivier Véran |       | LREM       | Olivier Véran                |       | TdP - LREM |
| 2e                                              | Jean-Charles Colas-Roy                               |       | LREM - TdP | Cyrielle Chatelain           |       | EELV       |
| 3e                                              | Émilie Chalas                                        |       | TdP - LREM | Élisa Martin                 |       | LFI        |
| 4e                                              | Marie-Noëlle Battistel                               |       | PS         | Marie-Noëlle Battistel       |       | PS         |
| 5e                                              | Catherine Kamowski*                                  |       | LREM       | Jérémie Iordanoff            |       | EELV       |
| 6e                                              | Cendra Motin                                         |       | Horizons   | Alexis Jolly                 |       | RN         |
| 7e                                              | Monique Limon*                                       |       | LREM       | Yannick Neuder               |       | LR         |
| 8e                                              | Caroline Abadie                                      |       | LREM       | Caroline Abadie              |       | LREM       |
| 9e                                              | Élodie Jacquier-Laforge                              |       | MoDem      | Élodie Jacquier-Laforge      |       | MoDem      |
| 10e                                             | Marjolaine Meynier-Millefert                         |       | LREM - TdP | Marjolaine Meynier-Millefert |       | LREM - TdP |
| * député sortant ne se représentant pas en 2022 |                                                      |       |            |                              |       |            |

### Résultats à l'échelle du département

#### Résultats par coalition
| Parti et coalition                                           | Parti et coalition                                           | Parti et coalition                             | Premier tour | Premier tour | Premier tour | Second tour   | Second tour   | Second tour | Total Sièges  | +/-           |  |
| Parti et coalition                                           | Parti et coalition                                           | Parti et coalition                             | Voix         | %            | Sièges       | Voix          | %             | Sièges      | Total Sièges  | +/-           |  |
| ------------------------------------------------------------ | ------------------------------------------------------------ | ---------------------------------------------- | ------------ | ------------ | ------------ | ------------- | ------------- | ----------- | ------------- | ------------- |  |
|                                                              |                                                              | La France insoumise (LFI)                      | 64 565       | 14,92        | 0            | 56 726        | 14,52         | 1           | 1             | 1             |  |
|                                                              | Europe Écologie Les Verts (EELV)                             | 38 455                                         | 8,89         | 0            | 42 002       | 10,75         | 2             | 2           | 2             |               |  |
|                                                              | Parti socialiste (PS)                                        | 19 437                                         | 4,49         | 0            | 24 016       | 6,15          | 1             | 1           | en stagnation |               |  |
|                                                              | Parti communiste français (PCF)                              | 9 694                                          | 2,24         | 0            |              |               |               | 0           | en stagnation |               |  |
| Total Nouvelle Union populaire écologique et sociale (NUPES) | Total Nouvelle Union populaire écologique et sociale (NUPES) | 132 151                                        | 30,54        | 0            | 122 744      | 31,42         | 4             | 4           | 3             |               |  |
|                                                              |                                                              | La République en marche (LREM)                 | 56 454       | 13,04        | 0            | 78 717        | 20,15         | 2           | 2             | 6             |  |
|                                                              | Territoires de progrès (TdP)                                 | 26 655                                         | 6,16         | 0            | 36 850       | 9,43          | 1             | 1           | Nv            |               |  |
|                                                              | Mouvement démocrate (MoDem)                                  | 25 678                                         | 5,93         | 0            | 41 777       | 10,70         | 1             | 1           | en stagnation |               |  |
|                                                              | Horizons (H)                                                 | 10 561                                         | 2,44         | 0            | 17 994       | 4,61          | 0             | 0           | Nv            |               |  |
| Total Ensemble (ENS)                                         | Total Ensemble (ENS)                                         | 119 348                                        | 27,58        | 0            | 175 338      | 44,89         | 4             | 4           | 5             |               |  |
|                                                              | Rassemblement national (RN)                                  | Rassemblement national (RN)                    | 84 317       | 19,48        | 0            | 68 849        | 17,63         | 1           | 1             | 1             |  |
|                                                              |                                                              | Les Républicains (LR)                          | 42 123       | 9,73         | 0            | 23 678        | 6,06          | 1           | 1             | 1             |  |
|                                                              | Les Centristes (LC)                                          | 3 391                                          | 0,78         | 0            |              |               |               | 0           | Nv            |               |  |
| Total Union de la droite et du centre (UDC)                  | Total Union de la droite et du centre (UDC)                  | 45 514                                         | 10,52        | 0            | 23 678       | 6,06          | 1             | 1           | 1             |               |  |
|                                                              |                                                              | Reconquête (REC)                               | 16 214       | 3,75         | 0            |               |               |             | 0             | Nv            |  |
|                                                              | Mouvement conservateur (MC)                                  | 2 647                                          | 0,61         | 0            | 0            | Nv            |               |             |               |               |  |
| Total Reconquête et alliés (REC)                             | Total Reconquête et alliés (REC)                             | 18 861                                         | 4,36         | 0            | 0            | Nv            |               |             |               |               |  |
|                                                              |                                                              | Écologie au centre (ÉAC)                       | 4 713        | 1,09         | 0            | 0             | en stagnation |             |               |               |  |
|                                                              | Cap21                                                        | 1 743                                          | 0,40         | 0            | 0            | Nv            |               |             |               |               |  |
| Total Écologie au centre (ÉAC)                               | Total Écologie au centre (ÉAC)                               | 6 456                                          | 1,49         | 0            | 0            | en stagnation |               |             |               |               |  |
|                                                              |                                                              | Mouvement républicain et citoyen (MRC)         | 2 887        | 0,67         | 0            | 0             | Nv            |             |               |               |  |
|                                                              | Gauche républicaine et socialiste (GRS)                      | 2 566                                          | 0,59         | 0            | 0            | Nv            |               |             |               |               |  |
| Total Fédération de la gauche républicaine (FGR)             | Total Fédération de la gauche républicaine (FGR)             | 5 453                                          | 1,26         | 0            | 0            | Nv            |               |             |               |               |  |
|                                                              |                                                              | Debout la France (DLF)                         | 2 767        | 0,64         | 0            | 0             | en stagnation |             |               |               |  |
|                                                              | Les Patriotes (LP)                                           | 2 682                                          | 0,62         | 0            | 0            | Nv            |               |             |               |               |  |
| Total Union pour la France (UPF)                             | Total Union pour la France (UPF)                             | 5 449                                          | 1,26         | 0            | 0            | en stagnation |               |             |               |               |  |
|                                                              |                                                              | Mouvement hommes animaux nature (MHAN)         | 4 023        | 0,93         | 0            | 0             | en stagnation |             |               |               |  |
|                                                              | Mouvement écologiste indépendant (MEI)                       | 610                                            | 0,14         | 0            | 0            | Nv            |               |             |               |               |  |
| Total Tous unis pour le vivant (TUPV)                        | Total Tous unis pour le vivant (TUPV)                        | 4 633                                          | 1,07         | 0            | 0            | Nv            |               |             |               |               |  |
|                                                              | Lutte ouvrière (LO)                                          | Lutte ouvrière (LO)                            | 4 199        | 0,97         | 0            | 0             | en stagnation |             |               |               |  |
|                                                              | Parti animaliste (PA)                                        | Parti animaliste (PA)                          | 3 001        | 0,69         | 0            | 0             | Nv            |             |               |               |  |
|                                                              | Le Mouvement de la ruralité (LMR)                            | Le Mouvement de la ruralité (LMR)              | 649          | 0,15         | 0            | 0             | Nv            |             |               |               |  |
|                                                              | Dissidents NUPES                                             | Dissidents NUPES                               | 646          | 0,15         | 0            | 0             | Nv            |             |               |               |  |
|                                                              | Ensemble pour les libertés (EPL)                             | Ensemble pour les libertés (EPL)               | 618          | 0,14         | 0            | 0             | Nv            |             |               |               |  |
|                                                              | Parti ouvrier indépendant démocratique (POID)                | Parti ouvrier indépendant démocratique (POID)  | 582          | 0,13         | 0            | 0             | en stagnation |             |               |               |  |
|                                                              | Union des démocrates musulmans français (UDMF)               | Union des démocrates musulmans français (UDMF) | 483          | 0,11         | 0            | 0             | Nv            |             |               |               |  |
|                                                              |                                                              | République souveraine (RS)                     | 312          | 0,07         | 0            | 0             | Nv            |             |               |               |  |
| Total La Raison du peuple (LRDP)                             | Total La Raison du peuple (LRDP)                             | 312                                            | 0,07         | 0            | 0            | Nv            |               |             |               |               |  |
|                                                              | Parti pirate (PP)                                            | Parti pirate (PP)                              | 111          | 0,03         | 0            | 0             | Nv            |             |               |               |  |
|                                                              |                                                              |                                                |              |              |              |               |               |             |               |               |  |
| Suffrages exprimés                                           | Suffrages exprimés                                           | Suffrages exprimés                             | 432 783      | 98,29        |              | 390 609       | 93,06         |             |               |               |  |
| Votes blancs                                                 | Votes blancs                                                 | Votes blancs                                   | 5 702        | 1,30         | 22 295       | 5,31          |               |             |               |               |  |
| Votes nuls                                                   | Votes nuls                                                   | Votes nuls                                     | 1 815        | 0,41         | 6 843        | 1,63          |               |             |               |               |  |
| Total                                                        | Total                                                        | Total                                          | 440 300      | 100          | 0            | 419 747       | 100           | 10          | 10            | en stagnation |  |
| Abstentions                                                  | Abstentions                                                  | Abstentions                                    | 449 472      | 50,52        |              | 470 241       | 52,84         |             |               |               |  |
| Inscrits/Participation                                       | Inscrits/Participation                                       | Inscrits/Participation                         | 889 772      | 49,48        | 889 988      | 47,16         |               |             |               |               |  |

#### Résultats par nuance
| Nuance                 | Nuance                                         | Nuance                 | Premier tour | Premier tour | Premier tour | Second tour | Second tour   | Second tour | Total Sièges | +/-           |  |
| Nuance                 | Nuance                                         | Nuance                 | Voix         | %            | Sièges       | Voix        | %             | Sièges      | Total Sièges | +/-           |  |
| ---------------------- | ---------------------------------------------- | ---------------------- | ------------ | ------------ | ------------ | ----------- | ------------- | ----------- | ------------ | ------------- |  |
|                        | Nouvelle Union populaire écologique et sociale | NUP                    | 132 151      | 30,54        | 0            | 122 744     | 31,42         | 4           | 4            | 3             |  |
|                        | Ensemble !                                     | ENS                    | 119 348      | 27,58        | 0            | 175 338     | 44,89         | 4           | 4            | 5             |  |
|                        | Rassemblement national                         | RN                     | 84 317       | 19,48        | 0            | 68 849      | 17,63         | 1           | 1            | 1             |  |
|                        | Les Républicains                               | LR                     | 42 123       | 9,73         | 0            | 23 678      | 6,06          | 1           | 1            | 1             |  |
|                        | Reconquête                                     | REC                    | 18 861       | 4,36         | 0            |             |               |             | 0            | Nv            |  |
|                        | Ecologistes                                    | ECO                    | 14 708       | 3,40         | 0            | 0           | en stagnation |             |              |               |  |
|                        | Divers gauche                                  | DVG                    | 6 894        | 1,59         | 0            | 0           | en stagnation |             |              |               |  |
|                        | Droite souverainiste                           | DSV                    | 5 449        | 1,26         | 0            | 0           | en stagnation |             |              |               |  |
|                        | Divers extrême gauche                          | DXG                    | 4 781        | 1,10         | 0            | 0           | en stagnation |             |              |               |  |
|                        | Divers droite                                  | DVD                    | 3 391        | 0,78         | 0            | 0           | en stagnation |             |              |               |  |
|                        | Divers                                         | DIV                    | 649          | 0,15         | 0            | 0           | en stagnation |             |              |               |  |
|                        | Régionaliste                                   | REG                    | 111          | 0,03         | 0            | 0           | Nv            |             |              |               |  |
|                        |                                                |                        |              |              |              |             |               |             |              |               |  |
| Suffrages exprimés     | Suffrages exprimés                             | Suffrages exprimés     | 432 783      | 98,29        |              | 390 609     | 93,06         |             |              |               |  |
| Votes blancs           | Votes blancs                                   | Votes blancs           | 5 702        | 1,30         | 22 295       | 5,31        |               |             |              |               |  |
| Votes nuls             | Votes nuls                                     | Votes nuls             | 1 815        | 0,41         | 6 843        | 1,63        |               |             |              |               |  |
| Total                  | Total                                          | Total                  | 440 300      | 100          | 0            | 419 747     | 100           | 10          | 10           | en stagnation |  |
| Abstentions            | Abstentions                                    | Abstentions            | 449 472      | 50,52        |              | 470 241     | 52,84         |             |              |               |  |
| Inscrits/Participation | Inscrits/Participation                         | Inscrits/Participation | 889 772      | 49,48        | 889 988      | 47,16       |               |             |              |               |  |

### Cartes

Nuance politique des candidats arrivés en tête dans chaque commune au 1er tour.
Nuance politique des candidats arrivés en tête dans chaque commune au 2e tour.

### Résultats par circonscription

#### Première circonscription
Député sortant : Camille Galliard-Minier (La République en marche), élue en 2017 en tant que suppléante d'Olivier Véran (Territoires de progrès - La République en marche) .
| Candidat                 | Candidat                 | Parti et coalition       | Nuance                   | Premier tour | Premier tour | Second tour | Second tour |
| Candidat                 | Candidat                 | Parti et coalition       | Nuance                   | Voix         | %            | Voix        | %           |
| ------------------------ | ------------------------ | ------------------------ | ------------------------ | ------------ | ------------ | ----------- | ----------- |
|                          | Olivier Véran            | TdP - LREM (ENS)         | ENS                      | 19 543       | 40,50        | 25 512      | 55,53       |
|                          | Salomé Robin,            | LFI (NUPES)              | NUP                      | 17 785       | 36,86        | 20 427      | 44,47       |
|                          | Aurore Meyrieux          | RN                       | RN                       | 3 407        | 7,06         |             |             |
|                          | Brigitte Boer            | LR (UDC)                 | LR                       | 3 217        | 6,67         |             |             |
|                          | Marine Chiaberto         | REC                      | REC                      | 2 326        | 4,82         |             |             |
|                          | François-Marie Perier    | EPL                      | ECO                      | 618          | 1,28         |             |             |
|                          | Agnese Pignataro         | PA                       | ECO                      | 565          | 1,17         |             |             |
|                          | Bruno Lafeuille          | DLF (UPF)                | DSV                      | 415          | 0,86         |             |             |
|                          | Rémi Adam                | LO                       | DXG                      | 376          | 0,78         |             |             |
|                          |                          |                          |                          |              |              |             |             |
| Votes valides            | Votes valides            | Votes valides            | Votes valides            | 48 252       | 98,53        | 45 939      | 95,98       |
| Votes blancs             | Votes blancs             | Votes blancs             | Votes blancs             | 525          | 1,07         | 1 461       | 3,05        |
| Votes nuls               | Votes nuls               | Votes nuls               | Votes nuls               | 197          | 0,40         | 461         | 0,96        |
| Total                    | Total                    | Total                    | Total                    | 48 974       | 100          | 47 861      | 100         |
| Abstention               | Abstention               | Abstention               | Abstention               | 36 708       | 42,84        | 37 876      | 44,18       |
| Inscrits / participation | Inscrits / participation | Inscrits / participation | Inscrits / participation | 85 682       | 57,16        | 85 737      | 55,82       |

#### Deuxième circonscription
Député sortant : Jean-Charles Colas-Roy (La République en marche - Territoires de progrès).
| Candidat                 | Candidat                 | Parti et coalition       | Nuance                   | Premier tour | Premier tour | Second tour | Second tour |
| Candidat                 | Candidat                 | Parti et coalition       | Nuance                   | Voix         | %            | Voix        | %           |
| ------------------------ | ------------------------ | ------------------------ | ------------------------ | ------------ | ------------ | ----------- | ----------- |
|                          | Cyrielle Chatelain       | EÉLV (NUPES)             | NUP                      | 12 003       | 33,52        | 16 992      | 52,13       |
|                          | Jean-Charles Colas-Roy   | LREM - TdP (ENS)         | ENS                      | 10 188       | 28,45        | 15 604      | 47,87       |
|                          | Chloé Bailly             | RN                       | RN                       | 6 474        | 18,08        |             |             |
|                          | Fabienne Sarrat          | LR (UDC)                 | LR                       | 1 732        | 4,84         |             |             |
|                          | Muriel Burgaz            | REC                      | REC                      | 1 452        | 4,05         |             |             |
|                          | Carole Condat            | GRS (FGR)                | DVG                      | 1 387        | 3,87         |             |             |
|                          | Grégory Manoukian        | MHAN (TUPLV)             | ECO                      | 869          | 2,43         |             |             |
|                          | Jérôme Rubes             | PCF diss.                | DVG                      | 646          | 1,80         |             |             |
|                          | Mohamed Gafsi            | ÉAC                      | ECO                      | 409          | 1,14         |             |             |
|                          | Chantal Gomez            | LO                       | DXG                      | 318          | 0,89         |             |             |
|                          | David Olivier            | PA                       | ECO                      | 317          | 0,89         |             |             |
|                          | Maxence Morand           | PP                       | REG                      | 16           | 0,04         |             |             |
|                          |                          |                          |                          |              |              |             |             |
| Votes valides            | Votes valides            | Votes valides            | Votes valides            | 35 811       | 98,36        | 32 596      | 93,97       |
| Votes blancs             | Votes blancs             | Votes blancs             | Votes blancs             | 419          | 1,15         | 1 544       | 4,45        |
| Votes nuls               | Votes nuls               | Votes nuls               | Votes nuls               | 178          | 0,49         | 546         | 1,57        |
| Total                    | Total                    | Total                    | Total                    | 36 408       | 100          | 34 686      | 100         |
| Abstention               | Abstention               | Abstention               | Abstention               | 42 175       | 53,67        | 43 915      | 55,87       |
| Inscrits / participation | Inscrits / participation | Inscrits / participation | Inscrits / participation | 78 583       | 46,33        | 78 601      | 44,13       |

#### Troisième circonscription
Députée sortante : Émilie Chalas (Territoires de progrès - La République en marche).
| Candidat                 | Candidat                 | Parti et coalition       | Nuance                   | Premier tour | Premier tour | Second tour | Second tour |
| Candidat                 | Candidat                 | Parti et coalition       | Nuance                   | Voix         | %            | Voix        | %           |
| ------------------------ | ------------------------ | ------------------------ | ------------------------ | ------------ | ------------ | ----------- | ----------- |
|                          | Élisa Martin,            | LFI (NUPES)              | NUP                      | 12 284       | 42,49        | 15 326      | 57,48       |
|                          | Émilie Chalas            | TdP - LREM (ENS)         | ENS                      | 7 112        | 24,60        | 11 338      | 42,52       |
|                          | Christel Dupré           | RN                       | RN                       | 3 424        | 11,84        |             |             |
|                          | Clément Chappet          | LR (UDC)                 | LR                       | 2 049        | 7,09         |             |             |
|                          | Stéphane Gemmani,        | Cap21 (ÉAC)              | ECO                      | 1 743        | 6,03         |             |             |
|                          | Lucie Tivolle            | REC                      | REC                      | 975          | 3,37         |             |             |
|                          | Isabelle Jimenez Debeze  | MEI (TUPLV)              | ECO                      | 610          | 2,11         |             |             |
|                          | Sandra Krief             | PA                       | ECO                      | 327          | 1,13         |             |             |
|                          | Catherine Brun           | LO                       | DXG                      | 264          | 0,91         |             |             |
|                          | Romain Edwige            | POID                     | DXG                      | 123          | 0,43         |             |             |
|                          |                          |                          |                          |              |              |             |             |
| Votes valides            | Votes valides            | Votes valides            | Votes valides            | 28 911       | 98,76        | 26 664      | 95,17       |
| Votes blancs             | Votes blancs             | Votes blancs             | Votes blancs             | 262          | 0,89         | 986         | 3,52        |
| Votes nuls               | Votes nuls               | Votes nuls               | Votes nuls               | 102          | 0,35         | 368         | 1,31        |
| Total                    | Total                    | Total                    | Total                    | 29 275       | 100          | 28 018      | 100         |
| Abstention               | Abstention               | Abstention               | Abstention               | 31 119       | 51,53        | 32 384      | 53,61       |
| Inscrits / participation | Inscrits / participation | Inscrits / participation | Inscrits / participation | 60 394       | 48,47        | 60 402      | 46,39       |

#### Quatrième circonscription
Députée sortante : Marie-Noëlle Battistel (Parti socialiste).
| Candidat                 | Candidat                 | Parti et coalition       | Nuance                   | Premier tour | Premier tour | Second tour | Second tour |
| Candidat                 | Candidat                 | Parti et coalition       | Nuance                   | Voix         | %            | Voix        | %           |
| ------------------------ | ------------------------ | ------------------------ | ------------------------ | ------------ | ------------ | ----------- | ----------- |
|                          | Marie-Noëlle Battistel   | PS (NUPES)               | NUP                      | 19 437       | 42,22        | 24 016      | 58,06       |
|                          | Fanny Lacroix            | MoDem (ENS)              | ENS                      | 10 697       | 23,24        | 17 350      | 41,94       |
|                          | Olivier Guyot            | RN                       | RN                       | 7 618        | 16,55        |             |             |
|                          | Michael Kraemer          | LC (UDC)                 | DVD                      | 3 391        | 7,37         |             |             |
|                          | Isabelle Olivier         | REC                      | REC                      | 1 922        | 4,17         |             |             |
|                          | Josiane Hirel            | MHAN (TUPLV)             | ECO                      | 1 694        | 3,68         |             |             |
|                          | Quentin Jeulin           | LP (UPF)                 | DSV                      | 691          | 1,50         |             |             |
|                          | Jean-Alain Ziegler       | LO                       | DXG                      | 356          | 0,77         |             |             |
|                          | Yves Gerin-Mombrun       | POID                     | DXG                      | 231          | 0,50         |             |             |
|                          |                          |                          |                          |              |              |             |             |
| Votes valides            | Votes valides            | Votes valides            | Votes valides            | 46 037       | 98,57        | 41 366      | 93,96       |
| Votes blancs             | Votes blancs             | Votes blancs             | Votes blancs             | 507          | 1,09         | 1 945       | 4,42        |
| Votes nuls               | Votes nuls               | Votes nuls               | Votes nuls               | 161          | 0,34         | 715         | 1,62        |
| Total                    | Total                    | Total                    | Total                    | 46 705       | 100          | 44 026      | 100         |
| Abstention               | Abstention               | Abstention               | Abstention               | 45 169       | 49,16        | 47 868      | 52,09       |
| Inscrits / participation | Inscrits / participation | Inscrits / participation | Inscrits / participation | 91 874       | 50,84        | 91 894      | 47,91       |

#### Cinquième circonscription
Députée sortante : Catherine Kamowski (La République en marche).
| Candidat                 | Candidat                 | Parti et coalition       | Nuance                   | Premier tour | Premier tour | Second tour | Second tour |
| Candidat                 | Candidat                 | Parti et coalition       | Nuance                   | Voix         | %            | Voix        | %           |
| ------------------------ | ------------------------ | ------------------------ | ------------------------ | ------------ | ------------ | ----------- | ----------- |
|                          | Jérémie Iordanoff        | EÉLV (NUPES)             | NUP                      | 17 457       | 32,29        | 25 010      | 50,43       |
|                          | Florence Jay             | LREM - TdP (ENS)         | ENS                      | 16 651       | 30,80        | 24 580      | 49,57       |
|                          | Jérôme Santana           | RN                       | RN                       | 9 909        | 18,33        |             |             |
|                          | Frédéric Vergez          | MRC (FGR)                | DVG                      | 2 887        | 5,34         |             |             |
|                          | Quentin Feres,           | MC                       | REC                      | 2 647        | 4,90         |             |             |
|                          | Frédéric Rosset          | MHAN (TUPLV)             | ECO                      | 1 460        | 2,70         |             |             |
|                          | Anna Kolmakova           | DLF (UPF)                | DSV                      | 1 072        | 1,98         |             |             |
|                          | Fabienne-Claire Leal     | ÉAC                      | ECO                      | 783          | 1,45         |             |             |
|                          | Nathalie Heller          | PA                       | ECO                      | 543          | 1,00         |             |             |
|                          | Christine Tulipe         | LO                       | DXG                      | 427          | 0,79         |             |             |
|                          | Françoise Lecroq         | POID                     | DXG                      | 228          | 0,42         |             |             |
|                          |                          |                          |                          |              |              |             |             |
| Votes valides            | Votes valides            | Votes valides            | Votes valides            | 54 064       | 98,20        | 49 590      | 93,39       |
| Votes blancs             | Votes blancs             | Votes blancs             | Votes blancs             | 770          | 1,40         | 2 593       | 4,88        |
| Votes nuls               | Votes nuls               | Votes nuls               | Votes nuls               | 220          | 0,40         | 916         | 1,73        |
| Total                    | Total                    | Total                    | Total                    | 55 054       | 100          | 53 099      | 100         |
| Abstention               | Abstention               | Abstention               | Abstention               | 50 981       | 48,08        | 52 951      | 49,93       |
| Inscrits / participation | Inscrits / participation | Inscrits / participation | Inscrits / participation | 106 035      | 51,92        | 106 050     | 50,07       |

#### Sixième circonscription
Députée sortante : Cendra Motin (Horizons).
| Candidat                 | Candidat                 | Parti et coalition       | Nuance                   | Premier tour | Premier tour | Second tour | Second tour |
| Candidat                 | Candidat                 | Parti et coalition       | Nuance                   | Voix         | %            | Voix        | %           |
| ------------------------ | ------------------------ | ------------------------ | ------------------------ | ------------ | ------------ | ----------- | ----------- |
|                          | Alexis Jolly             | RN                       | RN                       | 12 100       | 29,98        | 18 667      | 50,92       |
|                          | Cendra Motin             | H (ENS)                  | ENS                      | 10 561       | 26,17        | 17 994      | 49,08       |
|                          | Nicole Finas-Fillon,     | LFI (NUPES)              | NUP                      | 8 740        | 21,66        |             |             |
|                          | Annick Merle             | LR (UDC)                 | LR                       | 5 424        | 13,44        |             |             |
|                          | Amélie Jullien           | REC                      | REC                      | 2 201        | 5,45         |             |             |
|                          | Sylvie Holtz             | DLF (UPF)                | DSV                      | 623          | 1,54         |             |             |
|                          | Denise Gomez             | LO                       | DXG                      | 518          | 1,28         |             |             |
|                          | Elyas Maurad             | UDMF                     | DVG                      | 188          | 0,47         |             |             |
|                          |                          |                          |                          |              |              |             |             |
| Votes valides            | Votes valides            | Votes valides            | Votes valides            | 40 355       | 98,03        | 36 661      | 92,77       |
| Votes blancs             | Votes blancs             | Votes blancs             | Votes blancs             | 659          | 1,60         | 2 259       | 5,72        |
| Votes nuls               | Votes nuls               | Votes nuls               | Votes nuls               | 150          | 0,36         | 599         | 1,52        |
| Total                    | Total                    | Total                    | Total                    | 41 164       | 100          | 39 519      | 100         |
| Abstention               | Abstention               | Abstention               | Abstention               | 47 975       | 53,82        | 49 642      | 55,68       |
| Inscrits / participation | Inscrits / participation | Inscrits / participation | Inscrits / participation | 89 139       | 46,18        | 89 161      | 44,32       |

#### Septième circonscription
Députée sortante : Monique Limon (La République en marche).
| Candidat                 | Candidat                 | Parti et coalition       | Nuance                   | Premier tour | Premier tour | Second tour | Second tour |
| Candidat                 | Candidat                 | Parti et coalition       | Nuance                   | Voix         | %            | Voix        | %           |
| ------------------------ | ------------------------ | ------------------------ | ------------------------ | ------------ | ------------ | ----------- | ----------- |
|                          | Yannick Neuder           | LR (UDC)                 | LR                       | 11 492       | 24,84        | 23 678      | 59,59       |
|                          | Alexandre Moulin-Comte   | RN                       | RN                       | 10 935       | 23,63        | 16 055      | 40,41       |
|                          | Dominique Dichard        | PCF (NUPES)              | NUP                      | 9 694        | 20,95        |             |             |
|                          | Pascale Pruvost          | LREM (ENS)               | ENS                      | 9 155        | 19,79        |             |             |
|                          | Hugo Gagnieu             | REC                      | REC                      | 1 879        | 4,06         |             |             |
|                          | Estelle Meillier         | ÉAC                      | ECO                      | 1 239        | 2,68         |             |             |
|                          | Paulette Roure           | LP (UPF)                 | DSV                      | 673          | 1,45         |             |             |
|                          | Odile Gitton             | LMR                      | DIV                      | 649          | 1,40         |             |             |
|                          | Bruno Perrodin           | LO                       | DXG                      | 446          | 0,96         |             |             |
|                          | Pietro Roberto Lillo     | UDMF                     | DVG                      | 109          | 0,24         |             |             |
|                          |                          |                          |                          |              |              |             |             |
| Votes valides            | Votes valides            | Votes valides            | Votes valides            | 46 271       | 98,10        | 39 733      | 90,82       |
| Votes blancs             | Votes blancs             | Votes blancs             | Votes blancs             | 670          | 1,42         | 3 121       | 7,13        |
| Votes nuls               | Votes nuls               | Votes nuls               | Votes nuls               | 227          | 0,48         | 897         | 2,05        |
| Total                    | Total                    | Total                    | Total                    | 47 168       | 100          | 43 751      | 100         |
| Abstention               | Abstention               | Abstention               | Abstention               | 48 948       | 50,93        | 52 393      | 54,49       |
| Inscrits / participation | Inscrits / participation | Inscrits / participation | Inscrits / participation | 96 116       | 49,07        | 96 144      | 45,51       |

#### Huitième circonscription
Députée sortante : Caroline Abadie (La République en marche).
| Candidat                 | Candidat                 | Parti et coalition       | Nuance                   | Premier tour | Premier tour | Second tour | Second tour |
| Candidat                 | Candidat                 | Parti et coalition       | Nuance                   | Voix         | %            | Voix        | %           |
| ------------------------ | ------------------------ | ------------------------ | ------------------------ | ------------ | ------------ | ----------- | ----------- |
|                          | Caroline Abadie          | LREM (ENS)               | ENS                      | 9 113        | 23,18        | 18 251      | 53,63       |
|                          | Benoît Auguste           | RN                       | RN                       | 9 007        | 22,91        | 15 782      | 46,37       |
|                          | Quentin Dogon            | EÉLV (NUPES)             | NUP                      | 8 995        | 22,88        |             |             |
|                          | Jean-Claude Lassalle     | LR (UDC)                 | LR                       | 8 213        | 20,89        |             |             |
|                          | Thibaut Monnier          | REC                      | REC                      | 1 663        | 4,23         |             |             |
|                          | Eloïc Dufour             | ÉAC                      | ECO                      | 1 183        | 3,01         |             |             |
|                          | Jean-Louis Goujon        | LP (UPF)                 | DSV                      | 638          | 1,62         |             |             |
|                          | Jacques Lacaille         | LO                       | DXG                      | 495          | 1,26         |             |             |
|                          |                          |                          |                          |              |              |             |             |
| Votes valides            | Votes valides            | Votes valides            | Votes valides            | 39 307       | 98,26        | 34 033      | 91,26       |
| Votes blancs             | Votes blancs             | Votes blancs             | Votes blancs             | 512          | 1,28         | 2 566       | 6,88        |
| Votes nuls               | Votes nuls               | Votes nuls               | Votes nuls               | 186          | 0,46         | 694         | 1,86        |
| Total                    | Total                    | Total                    | Total                    | 40 005       | 100          | 37 293      | 100         |
| Abstention               | Abstention               | Abstention               | Abstention               | 42 492       | 51,51        | 45 219      | 54,80       |
| Inscrits / participation | Inscrits / participation | Inscrits / participation | Inscrits / participation | 82 497       | 48,49        | 82 512      | 45,20       |

#### Neuvième circonscription
Députée sortante : Élodie Jacquier-Laforge (MoDem).
| Candidat                 | Candidat                 | Parti et coalition       | Nuance                   | Premier tour | Premier tour | Second tour | Second tour |
| Candidat                 | Candidat                 | Parti et coalition       | Nuance                   | Voix         | %            | Voix        | %           |
| ------------------------ | ------------------------ | ------------------------ | ------------------------ | ------------ | ------------ | ----------- | ----------- |
|                          | Sandrine Nosbé           | LFI (NUPES)              | NUP                      | 15 271       | 30,54        | 20 973      | 46,20       |
|                          | Élodie Jacquier-Laforge  | MoDem (ENS)              | ENS                      | 14 981       | 29,96        | 24 427      | 53,80       |
|                          | Cécile Bène              | RN                       | RN                       | 9 626        | 19,25        |             |             |
|                          | Bruno Gattaz             | LR (UDC)                 | LR                       | 6 135        | 12,27        |             |             |
|                          | Sandrine Seror           | REC                      | REC                      | 1 789        | 3,58         |             |             |
|                          | Anaëlle Taddei           | PA                       | ECO                      | 799          | 1,60         |             |             |
|                          | Claude Detroyat          | LO                       | DXG                      | 664          | 1,33         |             |             |
|                          | Odile Rosemberg          | DLF (UPF)                | DSV                      | 657          | 1,31         |             |             |
|                          | Guillaume Roure          | PP                       | REG                      | 80           | 0,16         |             |             |
|                          |                          |                          |                          |              |              |             |             |
| Votes valides            | Votes valides            | Votes valides            | Votes valides            | 50 002       | 98,08        | 45 400      | 92,20       |
| Votes blancs             | Votes blancs             | Votes blancs             | Votes blancs             | 789          | 1,55         | 2 938       | 5,97        |
| Votes nuls               | Votes nuls               | Votes nuls               | Votes nuls               | 188          | 0,37         | 905         | 1,84        |
| Total                    | Total                    | Total                    | Total                    | 50 979       | 100          | 49 243      | 100         |
| Abstention               | Abstention               | Abstention               | Abstention               | 49 683       | 49,36        | 51 410      | 51,08       |
| Inscrits / participation | Inscrits / participation | Inscrits / participation | Inscrits / participation | 100 662      | 50,64        | 100 653     | 48,92       |

#### Dixième circonscription
Députée sortante : Marjolaine Meynier-Millefert (La République en marche - Territoires de progrès).
| Candidat                 | Candidat                     | Parti et coalition       | Nuance                   | Premier tour | Premier tour | Second tour | Second tour |
| Candidat                 | Candidat                     | Parti et coalition       | Nuance                   | Voix         | %            | Voix        | %           |
| ------------------------ | ---------------------------- | ------------------------ | ------------------------ | ------------ | ------------ | ----------- | ----------- |
|                          | Nathalie Germain             | RN                       | RN                       | 11 817       | 27,00        | 18 345      | 47,49       |
|                          | Marjolaine Meynier-Millefert | LREM - TdP (ENS)         | ENS                      | 11 347       | 25,92        | 20 282      | 52,51       |
|                          | Allan Brunon                 | LFI (NUPES)              | NUP                      | 10 485       | 23,95        |             |             |
|                          | Aurélien Leprêtre            | LR (UDC)                 | LR                       | 3 861        | 8,82         |             |             |
|                          | Stéphane Blanchon            | REC                      | REC                      | 2 007        | 4,59         |             |             |
|                          | Élodie Jammot Schwander      | GRS (FGR)                | DVG                      | 1 179        | 2,69         |             |             |
|                          | Estelle Merino               | ÉAC                      | ECO                      | 1 099        | 2,51         |             |             |
|                          | Serge Compagnon              | LP (UPF)                 | DSV                      | 680          | 1,55         |             |             |
|                          | Ariane Dupont                | PA                       | ECO                      | 450          | 1,03         |             |             |
|                          | Clément Bordes               | LO                       | DXG                      | 335          | 0,77         |             |             |
|                          | Pierre Leviaux               | RS (LRDP)                | DVG                      | 312          | 0,71         |             |             |
|                          | Mounir Zouagha               | UDMF                     | DVG                      | 186          | 0,42         |             |             |
|                          | Amélie Hulard                | PP                       | REG                      | 15           | 0,03         |             |             |
|                          |                              |                          |                          |              |              |             |             |
| Votes valides            | Votes valides                | Votes valides            | Votes valides            | 43 773       | 98,22        | 38 627      | 91,42       |
| Votes blancs             | Votes blancs                 | Votes blancs             | Votes blancs             | 589          | 1,32         | 2 882       | 6,82        |
| Votes nuls               | Votes nuls                   | Votes nuls               | Votes nuls               | 206          | 0,46         | 742         | 1,76        |
| Total                    | Total                        | Total                    | Total                    | 44 568       | 100          | 42 251      | 100         |
| Abstention               | Abstention                   | Abstention               | Abstention               | 54 222       | 54,89        | 56 583      | 57,25       |
| Inscrits / participation | Inscrits / participation     | Inscrits / participation | Inscrits / participation | 98 790       | 45,11        | 98 834      | 42,75       |